# Łukasz Garguła
Łukasz Garguła (Żagań, 1981. február 25. –) lengyel válogatott labdarúgó, 2009 óta a Wisła Kraków játékosa. Posztját tekintve középpályás.

## Sikerei, díjai
Wisła Kraków
- Lengyel bajnok (1): 2010–11